# 瓦納姆敦 (北卡羅萊納州)
瓦納姆敦（英語：Varnamtown）是一個位於美國北卡羅萊納州不倫瑞克縣的城鎮。

## 人口
根據2020年美國人口普查的數據，瓦納姆敦的面積為2.43平方千米，當中陸地面積為2.28平方千米，而水域面積為0.14平方千米。當地共有人口525人，而人口密度為每平方千米216人。